# アヤラ駅
アヤラ駅（アヤラえき、英語: Ayala Station）またはアヤラ・センター駅（アヤラ・センターえき、英語: Ayala Center Station）は、フィリピン・マニラ首都圏のマカティにあるMRT3号線の駅｡同線に2つある地下駅のうちの1つで、もう1つはブエンディア駅である。アヤラ・センター (Ayala Center) やアヤラ通り (Ayala Avenue)に近いために、この駅名となった。

## 概要
マカティ中心業務地区の中心にある駅であり、駅前にはSMモールやアヤラ・センターなどのショッピングモールがある。駅構内にはショッピングセンターがあり、レストラン、ショップなどの店舗がある。

## 駅構造
相対式ホーム2面2線を有する地下駅である。

## 駅周辺
- SMマカティ
- グロリエッタ
- ランドマーク
- グリーンベルト・モール
- アヤラ博物館
- アヤラ・トライアングル公園
- ペニンシュラホテルマニラ
- マカティシャングリラ・ホテルマニラ

## ギャラリー

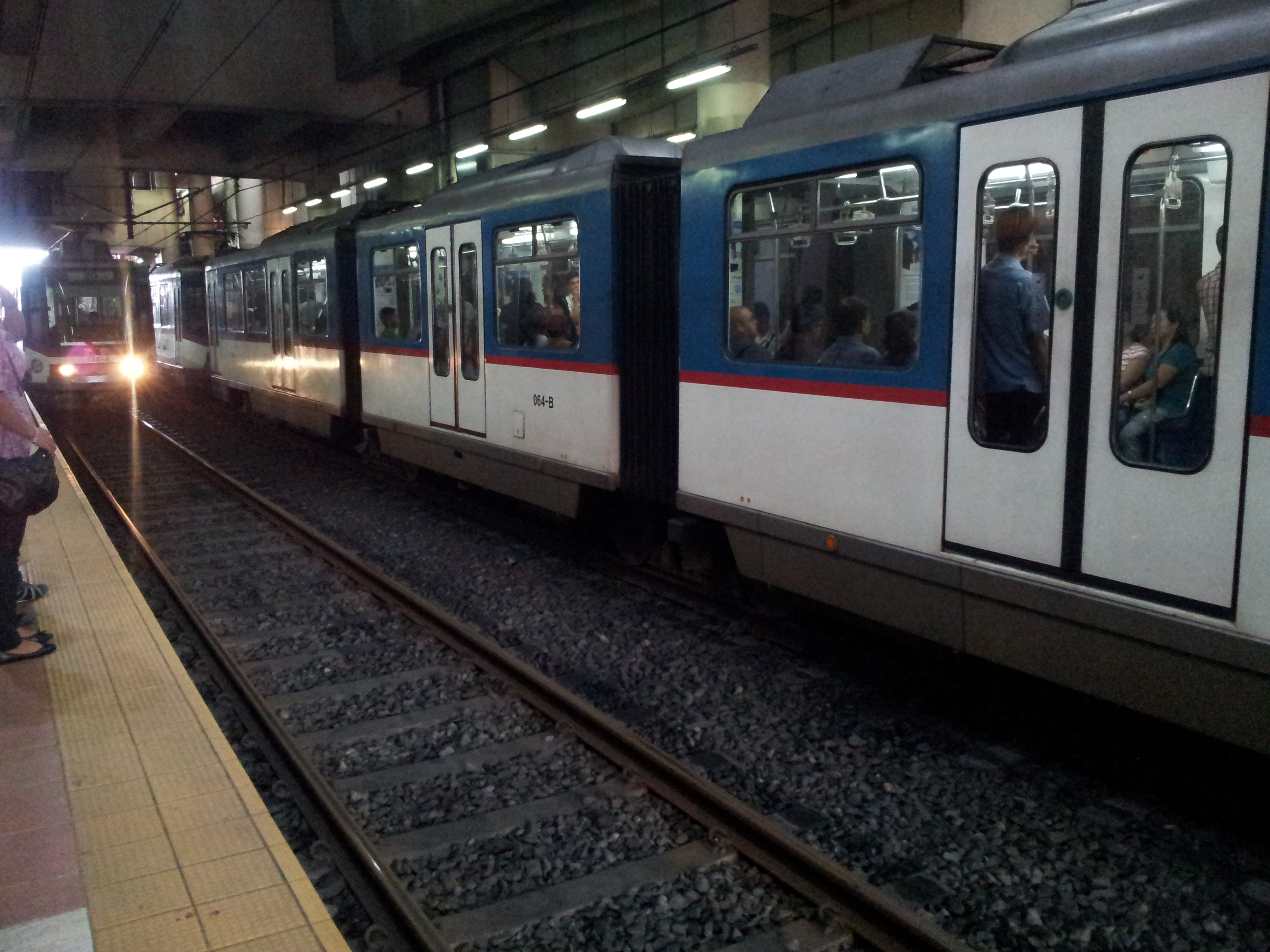
駅の北方のプラットホーム
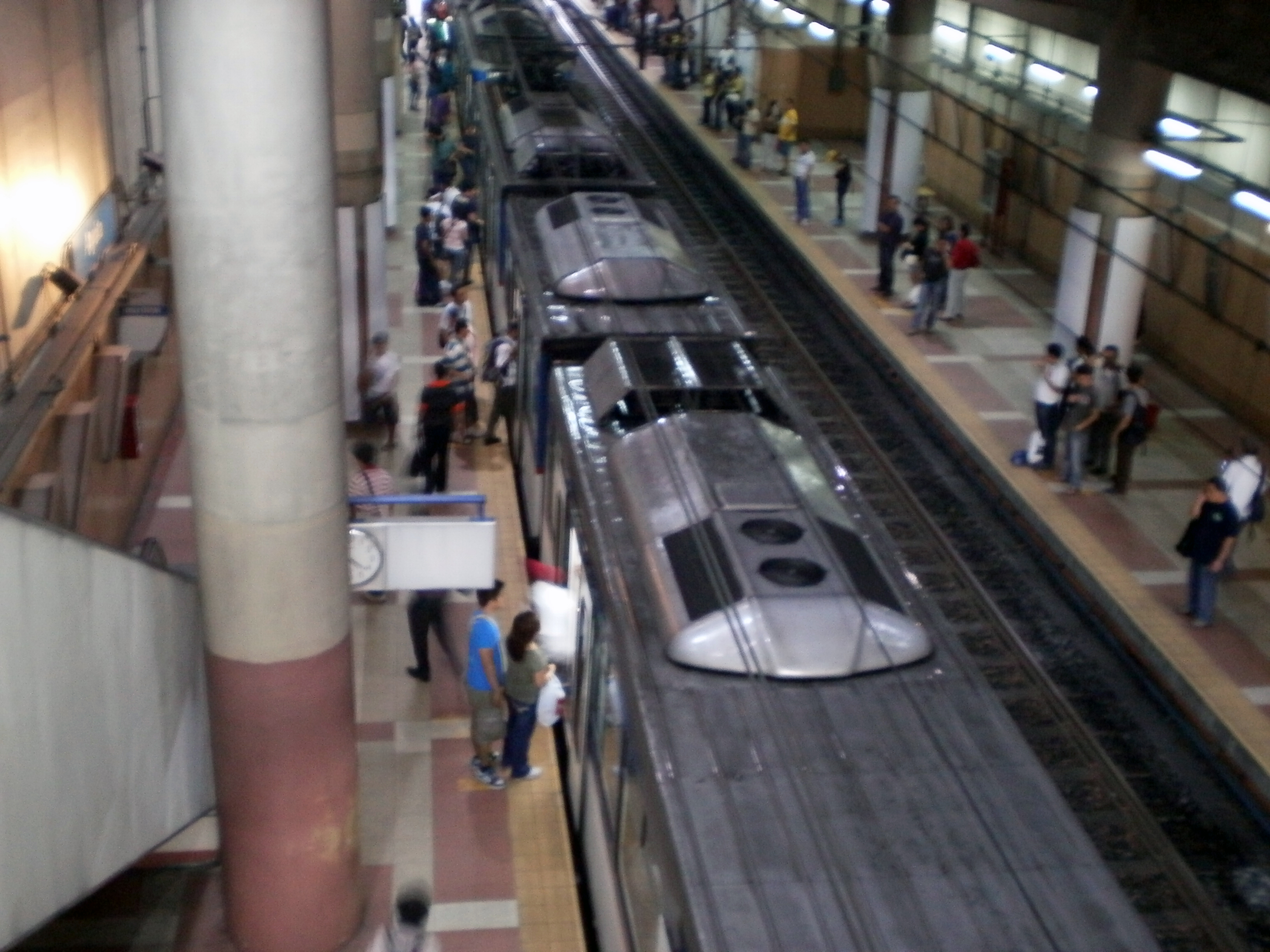
エスカレーターからホームの景色